# Ренквист, Уильям Хаббс
Уильям Хаббс Ренквист (англ. William Hubbs Rehnquist, 1 октября 1924 — 3 сентября 2005) — американский юрист и государственный деятель. Председатель Верховного суда США с 1986 по 2005 год.

## Биография
Ренквист родился в 1924 году в городе Милуоки, штат Висконсин. Его отец, Уильям Бенджамин Ренквист, в разное время был менеджером по продажам полиграфического оборудования, бумаги, медицинских принадлежностей и устройств, а его мать, Марджери Пек Ренквист, была дочерью владельца местного хозяйственного магазина, которая работала директором небольшой страховой компании, была местной гражданской активисткой, а также переводчиком и домохозяйкой. Бабушка и дедушка Ренквиста по отцовской линии являются иммигрантами из Швеции, переехавшие в США в 1880 году.
Осенью 1942 года он проучился в колледже Кеньон в Гамбьере, штат Огайо, перед тем, как поступить в ВВС США, где служил с 1943 по 1946 год. После службы в армии Ренквист поступил в Стэнфордский университет, где в 1948 году получил степени бакалавра и магистра в области политологии, а также в Гарвардском университете, где ему также была присвоена степень магистра. Позже вернулся в Стэнфорд, где получил степень по праву в местной юридической школе. В юридической школе Стэнфорда Ренквист учился в том же классе, что и Сандра Дэй О'Коннор, с которой позже станет работать в Верховном суде. Во время учёбы в юридической школе они одно время встречались друг с другом, и Ренквист вскоре предложил ей жениться. Однако О'Коннор отказалась, поскольку к тому времени она начала встречаться со своим будущим мужем.

### Карьера

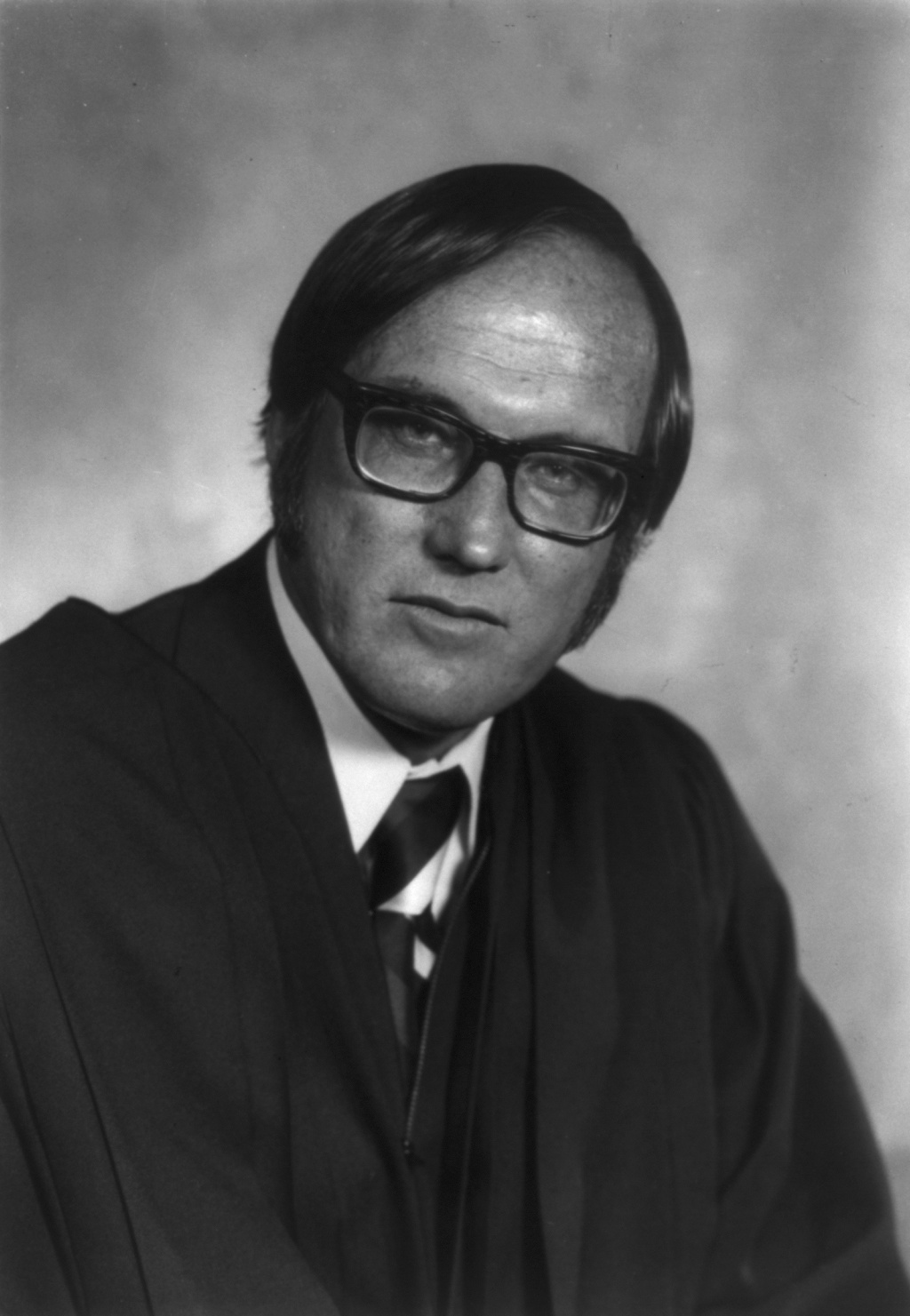
Судья Уильям Ренквист, 1972 г.

С 1953 по 1969 год занимался частной юридической практикой в Финиксе, штат Аризона. Он начал свою работу в фирме Денисона Китчела, а после начал сотрудничать с Барри Голдуотером, работая над его президентской кампанией 1964 года. В эти годы Ренквист был активным членом Республиканской партии и служил юридическим советником при Китчеле в кампании Голдуотера.
После избрания в 1968 году Ричарда Никсона, Ренквист вернулся к работе в Вашингтоне. В период с 1969 по 1971 год он служил в качестве помощника Генерального прокурора США в Бюро юрисконсульта. Осенью 1971 года Никсон отправил в отставку двух судей Верховного суда, Хьюго Блэка и Джона Маршалла Харлана II. После составления первоначального списка возможных назначенцев, которые вступили в конфликт с главным судьёй Бергером и Американской ассоциацией юристов, Никсон рассмотрел Ренквиста на один из постов.
Никсон назначил Ренквиста на место Джона Маршалла Харлана в Верховном суде, и после утверждения Сенатом голосованием в 68–26 10 декабря 1971 года занял своё место в качестве судьи Верховного суда США 7 января 1972 года. В суде, под руководством Уоррена Бергера Ренквист сразу зарекомендовал себя как самый консервативный назначенец Никсона, придерживаясь узкого взгляда на Четырнадцатую поправку и широкого взгляда на государственную власть. Он почти всегда голосовал «с обвинением в уголовных делах, с бизнесом в антимонопольных делах, с работодателями в трудовых делах и с правительством в речевых делах». Хотя Ренквист на ранних этапах часто был единственным инакомыслящим, его взгляды позже часто становились точкой зрения большинства членов Суда.
В 1986 году, когда Уоррен Бергер вышел на пенсию, президент Рональд Рейган назначил Ренквиста Главным судьёй США. Хотя Ренквист был прав от Бергера, «его коллеги были единодушно довольны и поддержали», даже его «идеологические оппоненты». Назначение было встречено с «неподдельным энтузиазмом не только со стороны его коллег по Суду, но и со стороны других, которые работали в Суде в качестве персонала, и некоторых из относительно низкооплачиваемых лиц в Суде». Судья Тэргуд Маршалл позже назвал его «великим Верховным судьёй». На данной должности Ренквист председательствовал на заседании Сената США по делу об импичменте Билла Клинтона, а также участвовал в решении судьбы президентских выборов 2000 года, исход которых сложился в пользу Джорджа Буша-младшего.

### Болезнь и смерть

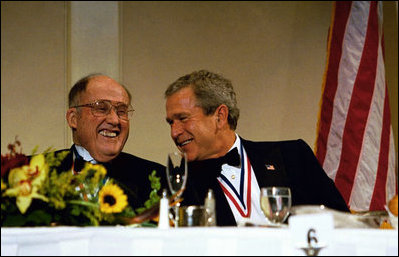
Ренквист с Джорджем Бушем-младшим, 2004 г.

26 октября 2004 года пресс-служба Верховного суда объявила, что у Ренквиста недавно был диагностирован анапластический рак щитовидной железы. Незадолго до этого, летом 2004 года Ренквист поехал в Англию, чтобы вести курс конституционного права в программе юридического факультета Тулейнского университета за рубежом. После нескольких месяцев вне поля зрения общественности Ренквист привёл к присяге президента Джорджа Буша на его второй инаугурации 20 января 2005 года, несмотря на сомнения в том, позволяет ли это его здоровье. Он прибыл на церемонию с тростью, шёл очень медленно и ушёл из Капитолия сразу после присяги.
Ренквист пропустил 44 устных аргумента в Суде в конце 2004—начале 2005 года и вернулся в суд 21 марта 2005 года. При этом во время своего отсутствия он продолжал участвовать в делах Суда, участвуя во многих решениях и обсуждениях. 1 июля 2005 года судья О'Коннор объявила о её предстоящем уходе из Суда после консультации с Ренквистом и узнав, что он не собирается уходить на пенсию. Репортёру, который спросил, уходит ли он на пенсию, Ренквист ответил: «Это мне знать, а вам — узнать».
Уильям Ренквист скончался 3 сентября 2005 года в своём доме в округе Арлингтон в возрасте 80 лет, за месяц до своего 81-летия. Его преемником на посту председателя Верховного суда США стал Джон Робертс. Ренквист был первым главным судьёй, умершим на посту, после Фредерика Винсона в 1953 году, а также был последним судьёй Верховного суда, назначенным Никсоном.
7 сентября 2005 года состоялись похороны Ренквиста, которые были крупнейшим собранием политических высокопоставленных лиц в соборе со времён похорон президента Джона Кеннеди в 1963 году. За ними последовала частная панихида, на которой он был похоронен рядом со своей женой Нэн на Арлингтонском национальном кладбище.

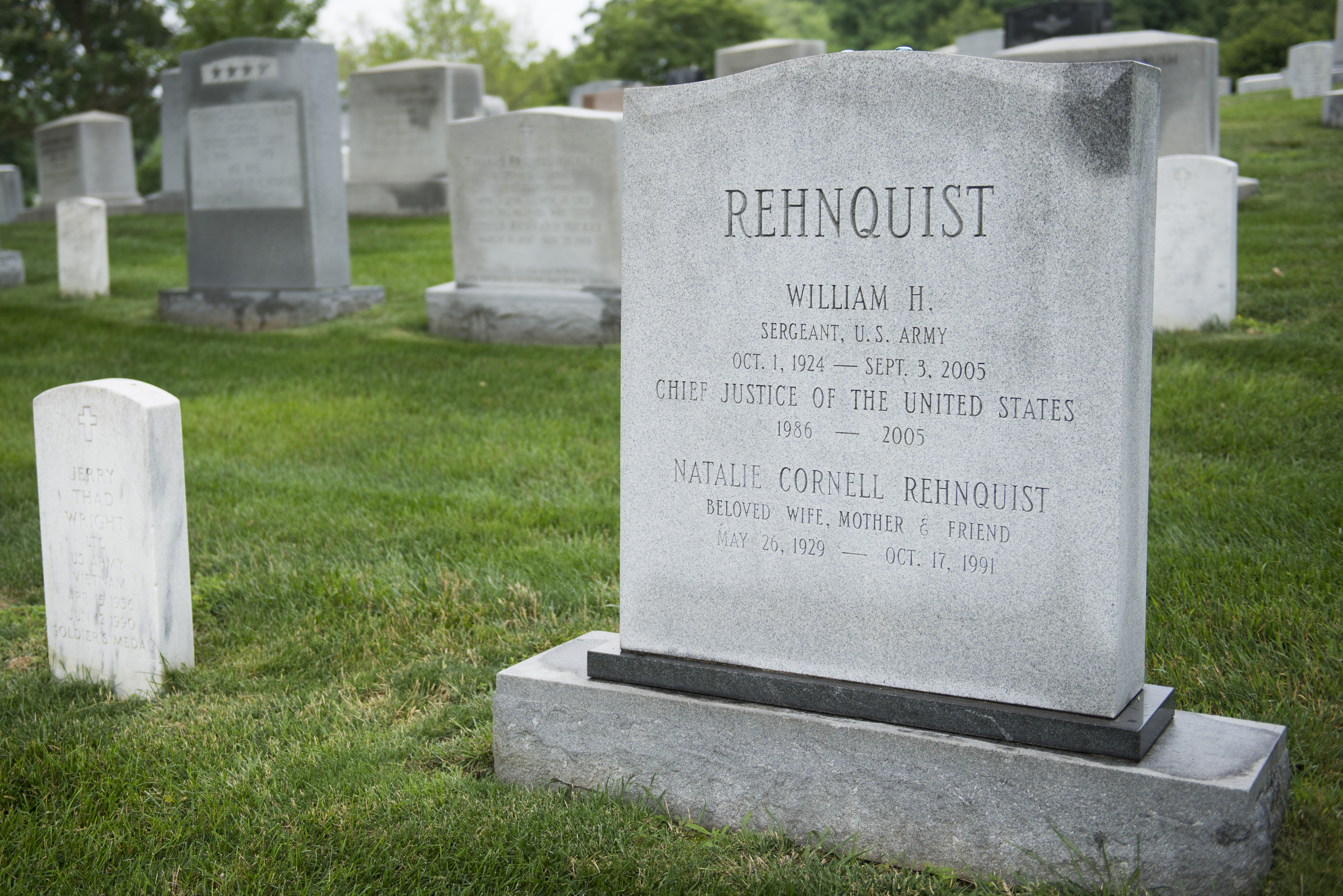
Могила Уильяма Ренквиста и его жены на Арлингтонском национальном кладбище

## Личная жизнь
Ренквист женился на Натали «Нэн» Корнелл 29 августа 1953 года, которая была дочерью врача из Сан-Диего, и работала аналитиком в австрийском бюро ЦРУ до их брака. У пары было трое детей: Джеймс, Джанет и Нэнси. Джеймс и Джанет пошли по стопам отца и стали юристами, а Нэнси — редактором. Нэн Ренквист умерла 17 октября 1991 года в возрасте 62 лет от рака яичника.
Вскоре после переезда в Вашингтон, Ренквисты купили дом в Гринсборо, штат Вермонт, где провели много отпусков.